# Бусень Олег Петрович
Оле́г Петро́вич Бу́сень (* 1963) — старшина резерву Збройних сил України, учасник російсько-української війни.

## З життєпису
Народився 1963 року в селі Червоне Долинського району Кіровоградської області. Здобув вищу освіту. Приватний підприємець, директор МПП «Ринок». Член політичної партії «Україна Майбутнього». Проживає в місті Кривий Ріг.
Волонтер від 2014 року, неодноразово доправляв допомогу для військових на першу лінію оборони. Потрапляв під обстріли. Протягом 2015—2016 років проходив службу за мобілізацією. По тому знову зайнявся волонтерством.
Станом на 2019 рік — старшина запасу 101-го окремого батальйону територіальної оборони.

## Нагороди та вшанування
- Указом Президента України № 614/2019 від 21 серпня 2019 року за «особистий вагомий внесок у зміцнення обороноздатності Української держави, мужність, виявлену під час бойових дій, зразкове виконання службових обов'язків та високий професіоналізм» нагороджений орденом За мужність III ступеня[1]